# Rhododendron goodenoughii
Rhododendron goodenoughii är en ljungväxtart som beskrevs av Herman Otto Sleumer. Rhododendron goodenoughii ingår i släktet rododendron, och familjen ljungväxter. Inga underarter finns listade i Catalogue of Life.

## Bildgalleri

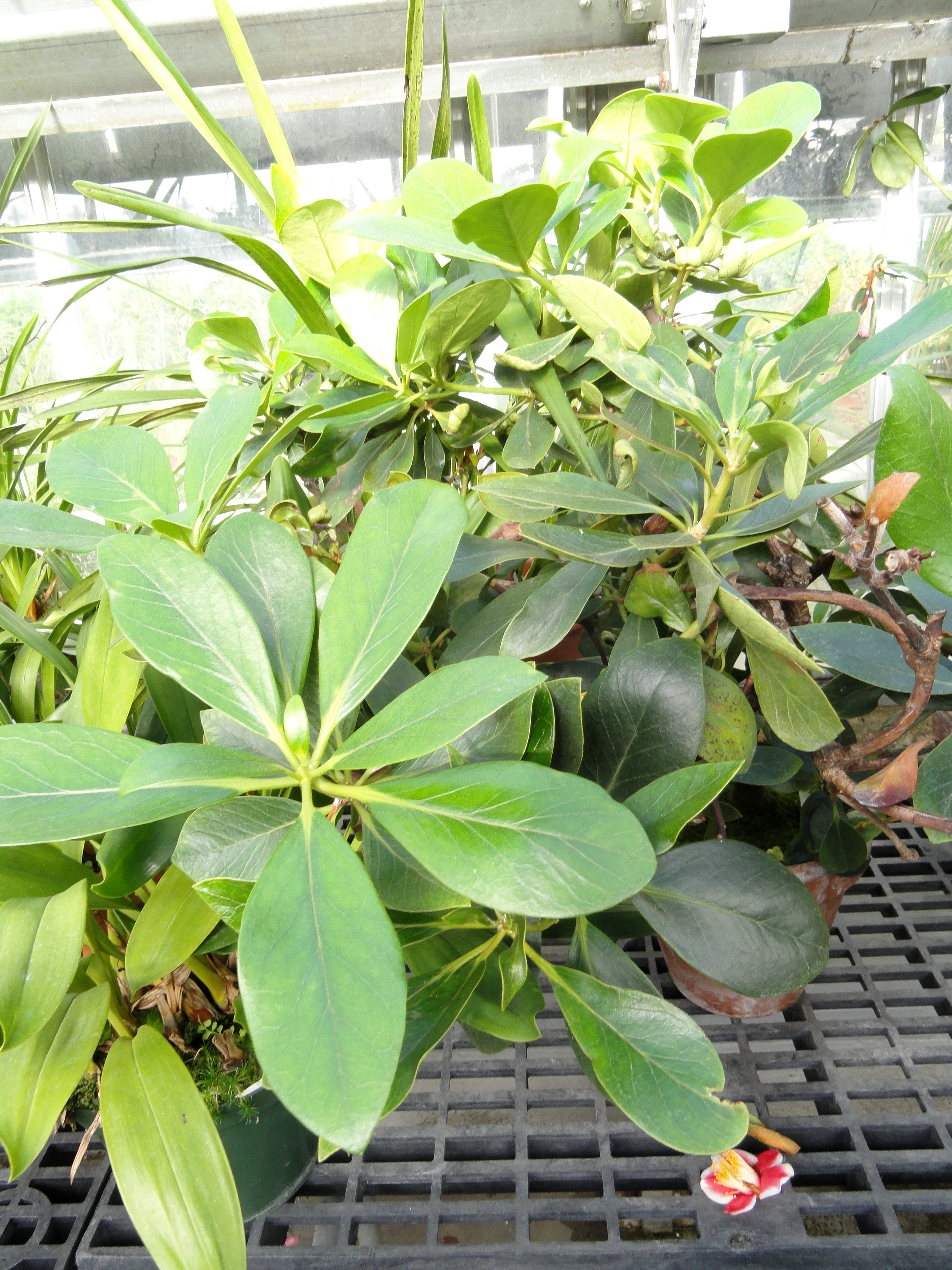